# Marcel Priollet
Pour les articles homonymes, voir Priollet.
Marcel Priollet, né le 6 août 1884 à Ivry-sur-Seine (Seine) et mort le 10 novembre 1960 à Paris (Seine), est un écrivain français, auteur dans tous les genres du roman populaire (romans sentimentaux et mélodramatiques, science-fiction, romans policiers et d'aventures).
Marcel Priollet fait partie de cette légion d'auteurs qui firent les belles heures des maisons d'édition populaires dans l'entre-deux-guerres : J.Ferenczi & fils — aux côtés entre autres de Jean de La Hire ou de Maurice Limat —, Tallandier (dans la collection Le Livre national), Fayard et d'autres.
Seul ou en collaboration avec son frère Julien Priollet, il écrit sous son nom propre et sous plusieurs pseudonymes : René-Marcel de Nizerolles, Henry de Trémières, Marcel-René Noll, René Valbreuse, et d'autres. Chez Eichler, on suppose pouvoir lui attribuer les prétendues traductions de Paul Marco . Il est  le beau-frère d'Edmée Bauer, collaboratrice de son frère sous les pseudonymes littéraires Jean Demais et Robert Valin . Au fil des rééditions, certaines œuvres parues sous un premier pseudonyme réapparaissent parfois ensuite sous un autre pseudonyme, voire sous les noms conjoints de Priollet et d'un de ses pseudonymes (comme par exemple Guerre à l'amour – séduite le jour de ses vingt ans réédité en 1952 par Ferenczi sous les noms de Marcel Priollet et Henry de Tremières). Le volume de sa production est tel qu'en 2006 le catalogue de la Bibliothèque nationale de France ne recense pas moins de 350 entrées pour le nom de Priollet, ce qui en fait l'un des chefs de file de ce que l'on appelle parfois péjorativement la littérature de gare.
Priollet est le père spirituel d'une vaste galerie de personnages héroïques stéréotypés, récurrents au fil de diverses séries : Tintin (surnom de Justin Blanchard) le petit Parisien des Voyages Aériens, et sa jeune sœur Yvonne y sont entourés d'un savant et d'un capitaine ; Tip Walter  le Prince des Détectives ; etc. Son œuvre fait appel à tous les poncifs du roman populaire et notamment aux valeurs du scoutisme dans ses romans d'aventures et au mélodrame fleur bleue dans ses romans sentimentaux.
Sa production littéraire présente un large échantillonnage de romans individuels et de séries publiées en fascicules, dont chaque numéro constitue un récit complet.
Le critique Marc Madouraud qualifie son œuvre d'« immense » mais « sans grande qualité ».

## Biographie
S'il est sans conteste une figure emblématique et incontournable du roman populaire, sa biographie n'en reste pas moins assez obscure. Il n'est que de consulter les nombreux sites, forums et blogs de fans de l'auteur — en quête d'informations sur son existence « à la ville » — pour s'en rendre compte. Le détail de ses services civils et militaires est cependant consultable dans son dossier à la Chancellerie de la Légion d'Honneur.
D'abord auteur dramatique, René Marcel Priollet se tourne vers la littérature populaire autour de 1910.
Non content de collaborer avec de grandes maisons d'éditions, Marcel Priollet se lança lui-même dans l'aventure éditoriale en 1932 sans grand succès cependant, sa production se limitant à quelques collections sentimentales diffusées par colportage.
Marcel Priollet se fit également scénariste de films, notamment en cosignant avec Maxime La Tour le scénario de Papa Bon Cœur, réalisé par Jacques Grétillat pour Pathé en 1920.
Il est enterré au cimetière du Montparnasse.

## Distinctions
- Chevalier de la Légion d'Honneur au titre du Ministère de l'Instruction publique et des Beaux-Arts (décret du 1er août 1928). Parrain : Thierry Sandre, prix Goncourt 1924
- Officier de la Légion d'Honneur au titre du Ministère des Pensions (décret du 29 janvier 1937). Parrain : Claude Farrère, de l'Académie française.
- Commandeur de la Légion d'Honneur au titre du Ministère des Anciens combattants (décret du 7 février 1952). Parrain : Pierre Chanlaine, président de l'Association des écrivains combattants .